# Hettinger (Észak-Dakota)
Hettinger város az Amerikai Egyesült Államok Észak-Dakota államában, Adams megyében, melynek megyeszékhelye is. Lakosainak száma 1074 fő (2020. április 1.).

## Népesség
A település népességének változása:

| 2010 | 1 226 |
| 2020 | 1 074 |